# Мокров, Николай Алексеевич
Никола́й Алексе́евич Мо́кров (10 августа 1926, Саваслейка, Владимирская губерния — 19 июля 1996, Владимир) — советский и российский живописец, мастер лирического пейзажа. Заслуженный художник РФ (1996).

## Биография
Родился 10 августа 1926 года в селе Саваслейка Кулебакского района Горьковской области. Детство и юность художника прошли в родных местах.
Участник Великой Отечественной войны, служил в 234-м стрелковом полку. Награждён медалью «За отвагу». В августе 1944 года получил тяжёлое ранение. После многих месяцев лечения в военном госпитале весной 1945 года вернулся на родину.
В 1948 году поступил во Владимирское художественное ремесленное училище № 1, где обучался изобразительному искусству под руководством Ф. Н. Захарова, С. С. Преображенского, Н. П. Сычёва. В 1951 году окончил обучение по специальности живописец-альфрейщик. С 1957 года работал во Владимирском отделении Художественного фонда СССР. С этого периода работы живописца с неизменным успехом активно экспонировались на областных, зональных, республиканских, всесоюзных и зарубежных выставках. В 1967 году Мокров Н. А. вступил в Союз художников СССР. Награждён Почётной грамотой Союза художников СССР. 
В 1985 году награждён орденом Отечественной войны II степени. 9 апреля 1996 года Н. А. Мокрову было присвоено почётное звание «Заслуженный художник Российской Федерации»
Умер художник 19 июля 1996 года, не дожив несколько недель до своего семидесятилетия. Похоронен на кладбище «Улыбышево». 

Юбилейная персональная выставка его работ в залах Владимиро-Суздальского музея-заповедника состоялась уже без него.
Искусствоведы называют Николая Алексеевича Мокрова мастером лирического пейзажа. Он стал одним из тех художников, которые своим творчеством способствовали становлению и развитию Владимирской школы живописи.
Работы Мокрова хранятся в собраниях Государственной Третьяковской галереи, Государственного Владимиро-Суздальского музея-заповедника, Государственном музейно-выставочном центре РОСИЗО, Владимирском областном центре пропаганды изобразительного искусства, ряде региональных музеев России, галереях, частных коллекциях и собраниях в России и за её рубежом.

## Творческие поездки
Многие работы были написаны художником во время поездок на творческие и академические дачи, на Русский Север.
- 1959, 1961, 1973, 1974, 1975, 1976, 1977, 1978, 1980, 1984, 1985, 1987, 1989 годы — работа на Академической даче им. И. Е. Репина.
- 1962, 1969 годы — творческие поездки на Русский Север в группе владимирских художников.
- 1960, 1965, 1976, 1978 годы — работа в Доме Творчества «Горячий ключ» в Краснодарском крае.
- 1959, 1964, 1965 годы — работа в «Доме творчества им. Д. Н. Кардовского» в Переславле-Залесском.
- 1965 г. — работа в Доме творчества «Старая Ладога» под Санкт-Петербургом.

## Память
1996 г. Мемориальная выставка, посвящённая 70-летию со дня рождения художника (г. Владимир, ВСМЗ).

1998 г. Установлен надгробный скульптурный памятник Мокрова Н. А. (автор Шанин В. А.) на кладбище Улыбышево (Владимирская область).

2006 г. Мемориальная выставка, посвящённая 80-летию со дня рождения художника (г. Владимир).

2013 г. Вечер памяти Мокрова Н. А., организованный клубом «Музы художников» (г. Владимир).

2016 г. Вечер памяти «Мастер этюда», посвященный жизни и творчеству Н. А. Мокрова (г. Владимир).

2017 г. Мемориальная выставка, посвящённая 90-летию со дня рождения художника (г. Владимир).

2021 г. К 95-летию художника, его дочь, Мокрова Г. Н., сделала памятный дар Центру ИЗО г. Владимира.

С 2021 г. проводится ежегодный детский художественный конкурс памяти художника Мокрова Н. А. «Пейзаж родного края».